# Parco nazionale marino e riserva di Malindi
Il Parco nazionale marino e riserva di Malindi è una area naturale protetta del Kenya istituita nel 1968 che interessa un'area dell'Oceano Indiano di 213 km²  al largo della costa del Kenya meridionale a sud di Malindi.

## Storia del parco
Il parco nazionale marino e riserva di Malindi fu istituito nel 1968, facendone uno dei più antichi parchi marini dell'Africa. Nel 1979 l'UNESCO ha definito la riserva della biosfera di Malindi-Watamu, che comprende al suo interno il parco nazionale e riserva di Malindi e il Parco nazionale marino di Watamu. Nel 2019 la riserva della biosfera è stata ingrandita a 487.278 ettari e ora comprende la precedente riserva e la foresta di Arabuko Sokoke con il nome di Malindi Watamu Arabuko Sokoke Biosphere Reserve

## Territorio
L'area protetta ha una superficie complessiva di 213 km², di cui circa 6 km² del parco nazionale marino e il restante della riserva nazionale di Malindi. Nell'area del parco è proibita qualunque attività di estrazione di risorse, compresa la pesca, mentre nella riserva è consentita la pesca tradizionale e sostenibile e altre attività di estrazione.
Il parco e riserva di Malindi costituisce, insieme all'area di Meda Creek e al parco marino di Watamu, un sito riconosciuto a livello internazionale come Important Bird Area per il passaggio e svernamento dei trampolieri migratori.
All'interno dell'area si trovano diversi habitat: roccia intertidale, sabbia e fango, scogliere e giardini di corallo, letti di alghe;  piattaforme e isolotti corallini e spiagge sabbiose.
Il parco si trova all'interno dell'ecoregione marina della Costa del corallo dell'Africa orientale.
Le temperature variano da 20 a 30 °C e le precipitazioni da 200 a 700 mm. Ci sono due stagioni delle piogge: piogge lunghe (marzo - aprile) e piogge brevi (novembre - dicembre).

## Biodiversità
Il Parco marino e la riserva di Malindi sono una delle principali regioni costiere dell'Africa e del mondo intero per lo sviluppo della barriera corallina. La loro importanza è enorme in quanto le barriere coralline forniscono cibo e reddito alle comunità costiere, nonché altri beni e servizi di importanza strategica per l'economia nazionale, inclusi turismo, pesca e protezione delle coste. Ecologicamente, i coralli sono i principali costruttori di strutture di scogliere e riduzioni dell'abbondanza dei coralli e cambiamenti nella struttura della loro comunità provocano un declino della biodiversità, dei servizi ecologici e della produzione della pesca ed anche cambiamenti climatici.
Uno studio condotto nel 2015 ha evidenziato che nell'area del parco marino sono presenti 25 specie di corallo. Le specie più diffuse sono quelle del genere Porites e nella parte più vecchia della barriera (Old coral garden, nella zona meridionale del parco) le specie dei generi Montipora, Turbinaria e Acropora. Nella zona più nuova della barriera, (New coral garden, nella zona centrale del parco) oltre alle Porites  sono presenti i generi Astreopora e Pocillopora. In questa area del parco, trattandosi di una zona molto frequentata dai turisti, i coralli subiscono molte rotture, in particolare quelli ramificati e incrostanti, che spiegano la loro scarsa abbondanza in questa sezione. Infine, nella barriera corallina del nord, che è una zona a basso utilizzo a causa della sua esposizione all'oceano aperto e solitamente caratterizzata da forti onde che inibiscono l'attracco, sono stati incontrati 15 generi di coralli, con il genere Millepora come  genere dominante. Questa situazione favorisce la rigenerazione di coralli e lo sviluppo di alcune specie, in particolare le specie di Millepora incrostanti e i coralli massicci come ad esempio le specie di Favia.